# مقاطعة كارول (أوهايو)
مقاطعة كارول (بالإنجليزية: Carroll County)‏ هي إحدى مقاطعات ولاية أوهايو في الولايات المتحدة الأمريكية.

## أعلام
- جيمس لاتيمر برايس
- دوك واتسون